# Dan Waern
Dan Waern (Sköldinge, 17 gennaio 1933) è un ex mezzofondista svedese.

## Biografia
Nel 1957 divenne il primo svedese a correre il miglio in meno di quattro minuti. Lo stesso anno fu premiato con la Medaglia d'oro dello Svenska Dagbladet.
Nel 1958 vinse la medaglia d'argento sui 1500 metri ai Campionati europei di Stoccolma e stabilì il record mondiale sui 1000 metri.
Partecipò a due edizioni dei Giochi olimpici gareggiando sui 1500 metri. A Melbourne 1956 fu eliminato in semifinale, mentre a Roma 1960 conquistò l'accesso alla finale che concluse al quarto posto. Nel 1961 fu squalificato dalla IAAF con l'accusa di professionismo.
Waern è stato campione nazionale degli 800 m (1958–1960) e dei 1500 m (1956–1961).

## Palmarès
| Anno | Manifestazione     | Sede      | Evento     | Risultato  | Prestazione | Note  |
| ---- | ------------------ | --------- | ---------- | ---------- | ----------- | ----- |
| 1956 | Giochi olimpici    | Melbourne | 1500 metri | Semifinali |             | [ 5 ] |
| 1958 | Campionati europei | Stoccolma | 1500 metri | Argento    |             |       |
| 1960 | Giochi olimpici    | Roma      | 1500 metri | 4º         | 3'40"0      | [ 6 ] |